# 许亭镇
许亭镇，是中华人民共和国河北省石家庄市赞皇县下辖的一个镇，原名许亭乡，2023年2月撤乡设镇。

## 行政区划
许亭镇下辖以下地区：
许亭村、军营村、岭根底村、倒马村、西陈家庄村、三阵村、尖山村、白城口村、黑石村、北水峪村、四道岩村、朝阳村、都户村、田村、南潘村、北潘村、五里庄村、孟府村、小吕村、黄家沟村、刘家沟村、巡检司村、李家庄村、丁家庄村、清泉村和幸福庄村。